# 弗朗索瓦·博爾納
弗朗索瓦·博爾納（法語：François Borne，1840年至1920年），法國長笛演奏家，作曲家，教育家。曾服務於波爾多大劇院，土魯斯音樂院任教職。對長笛的機械系統改良有所貢獻。代表作之一是《卡門主題幻想曲》，為浪漫樂派的長笛保留曲目。

## 外部連結
- 弗朗索瓦·博爾納的免费乐谱，由国际乐谱典藏计划提供